# Klamné představy
Klamné představy (v anglickém originále If Wishes Were Horses) je v pořadí šestnáctá epizoda první sezóny seriálu Star Trek: Stanice Deep Space Nine.

## Příběh
Quark nabízí Odovi povyražení v simulátoru, program Jakea Siska se slavnými baseballovými hráči ze Země. Na jiném místě stanice mají Bashir a Dax oběd. Bashir dává najevo zájem, ale Jadzia slušně odmítne a vrátí se do velína. Tam detekuje zvýšené záření v oblasti Denorisjkého pásu. S komandérem Siskem se domnívají, že by to mohl být následek zvýšené dopravy na stanici.
Mezitím čte náčelník O'Brien dceři Molly na dobrou noc pohádku o skřítkovi jménem Rumplcimprcampr a pak odchází. Molly za chvíli přiběhne a tvrdí, že skřítek je u ní v pokoji. O'Brien ho tam skutečně najde. Bashira se snaží svést povolná verze Daxé a Jakeovi se zjeví Buck Bokai, slavný hráč baseballu z první čtvrtiny 21. století. Postavy později mizí a na stanici se objevují zvláštní jevy, například sněžení na Promenádě, zjevně zhmotnění představ obyvatel stanice.
Poblíž stanice se objeví fenomén, který hrozí zničit stanici, a exponenciálně roste. Souvisí to s přáními obyvatel. Jakmile si všichni přejí, aby jev zmizel, v Siskově kanceláři se objeví Bokai a vysvětluje, že patří k expedici, která následovala loď vracející se červí dírou a jeho lidé chtěli prozkoumat představivost humanoidů. Cizinci odchází s tím, že o sobě toho lidem poví víc někdy příště.

## Zajímavosti
- Baseballový míček, který má Sisko ve zbytku seriálu na pracovním stole, je památkou na tuto epizodu. Věnoval mu ho cizinec, který ztělesňoval Bucka Bokaie.